# کورسر جلایی بازار
کورسر جلایی بازار یا کورسر، روستایی در دهستان پلان بخش پلان شهرستان چابهار در استان سیستان و بلوچستان ایران است.

## جمعیت
بر پایه سرشماری عمومی نفوس و مسکن در سال ۱۳۹۵، جمعیت این روستا برابر با ۲۲۵ نفر (۶۳ خانوار) بوده‌است.